# Leucemias de células B
Leucemias de células B incluem vários tipos de diferentes leucemias linfóides que afetam a células B.
Incluem:
- De células B imaturas:
  - Leucemia linfóide aguda
- De células diferenciadas:
  - Leucemia linfocítica crônica
  - Leucemia prolinfocítica B
  - Tricoleucemia